# Митрофан II
Патриа́рх Митрофа́н II (греч. Πατριάρχης Μητροφάνης Β΄; ум. 1 августа 1443, Константинополь) — патриарх Константинопольский.
Служил митрополитом Кизикским в Малой Азии, когда вошёл в делегацию епископов на Ферраро-Флорентийский собор.
После внезапной смерти патриарха Константинопольского Иосифа II во Флоренции император Иоанн VIII Палеолог назначил Митрофана новым патриархом.
Император стремился обеспечить помощь Византии от папы Евгения IV, чтобы справиться с турецкой агрессией, поэтому он заставил патриарха и всех других епископов подчиниться папской власти. Только один епископ не подчинился — митрополит Эфесский Марк Евгеник. За свою поддержку унии Митрофан был прозван «Μητροφονιας» (матереубийца). Свергнутый в результате народного восстания, бежал в папский дворец в Риме.
Скончался в Константинополе 1 августа 1443 года.